# G Men
G Men (bra: G-Men Contra o Império do Crime) é um filme estadunidense de 1935 do gênero Policial dirigido por William Keighley para a Warner Bros.. O filme conta uma versão dos primeiros anos do FBI - Federal Bureau of Investigation of the United States ou "Policia Federal dos Estados Unidos" e G Men significaria "Homens do Governo". A produção pode ser interpretada como uma propaganda da "guerra contra o crime" declarada pelo governo, tendo como alvo as quadrilhas de gângsters que assolavam o país nos anos da "Grande Depressão". O filme foi uma das mais altas bilheterias do ano, conforme informou a revista Variety.
G Men também foi feito como uma tentativa deliberada de contentar muitos políticos conservadores e empresários que declaravam achar que a situação do crime devia-se em parte à Hollywood que "glorificava" os bandidos nos filmes de gângster dos anos de 1930. Apesar dos bandidos sempre morrerem no fim, antes eles aproveitavam uma vida de poder e luxo, invejada pelo público oprimido pela crise econômica. Alguns desses filmes mais famosos foram Little Caesar (1931), Scarface e talvez o mais lembrado, The Public Enemy (1931), que transformara James Cagney em astro. G Men tentaria então "compensar" o mostrado anteriormente, agora com James Cagney como um heróico agente federal que não dá trégua aos criminosos.
A maioria das cópias atualmente em circulação inclui uma cena introdutória filmada em 1949, adicionada por ocasião do relançamento do filme nos Estados Unidos.

## Sinopse
Brick Davis era um rapaz humilde de Nova Iorque que se tornara protegido do chefão do crime "Mac" McKay que, contraditoriamente, não queria que enveredasse pelo crime e pagou-lhe uma faculdade de Direito para que se tornasse um "homem de bem". Brick conclui o curso e abre um escritório de advocacia na periferia mas não consegue muitos clientes, mesmo porque se recusa a defender criminosos notórios. O amigo da faculdade Eddie encontra Brick e lhe diz que entrou para o FBI e quer que o amigo faça o mesmo. Brick recusa mas, quando Eddie é morto por bandidos, ele muda de ideia e resolve se inscrever para descobrir os assassinos. Ele avisa Mac que então o tranquiliza pois diz que irá deixar o crime, vender os negócios "sujos" e se mudar para o Oeste.
Brick inicia o duro treinamento, causando a antipatia inicial do agente Jeff e a amizade do agente Farrell. Ele descobre uma pista do assassino de Eddie, mas quem vai atrás dele é Farrell, que acaba morrendo num tiroteio quando estava sem arma, em cumprimento a lei da época que proibia os agentes federais de usarem uma.
A lei muda e Brick e Jeff, agora amigos, formam uma nova equipe que vai atrás dos criminosos por todo o país.

## Elenco
- James Cagney como James "Brick" Davis
- Ann Dvorak como Jean Morgan Collins
- Margaret Lindsay como Kay McCord
- Robert Armstrong como Jeffrey "Jeff" McCord
- Barton MacLane como Brad Collins
- Lloyd Nolan como Hugh Farrell
- Regis Toomey como Edward "Eddie" Buchanan
- William Harrigan como 'Mac' McKay, conhecido também como Joseph Lynch
- Edward Pawley como Danny Leggett